# NGC 7215
NGC 7215 (również PGC 68127) – galaktyka soczewkowata (S0), znajdująca się w gwiazdozbiorze Wodnika. Odkrył ją Albert Marth 11 sierpnia 1864 roku.